# Łebieńska Huta
Łebieńska Huta (dodatkowa nazwa w j. kaszub. Łebińskô Hëta) – wieś kaszubska w Polsce położona w województwie pomorskim, w powiecie wejherowskim, w gminie Szemud przy drodze wojewódzkiej nr 224. W miejscowości znajduje się szkoła podstawowa i kaplica.
| SIMC    | Nazwa     | Rodzaj    |
| ------- | --------- | --------- |
| 1015506 | Hrabstwo  | część wsi |
| 1015512 | Jałowcowa | część wsi |
| 0175389 | Otalżyno  | część wsi |

W latach 1975–1998 miejscowość administracyjnie należała do województwa gdańskiego.